# ابراهیم بن اونبا
ابراهیم بن اونْبا (؟ -۱۲۵۶م) (نسب: ابراهیم بن اونبا بن عبدالله صوابی) با لقب‌های مجاهدالدین و امیر، والی و شاعر دمشقی در سدهٔ هفتم هجری بود.    او خانقاه مجاهدیه در دمشق را برای صوفیان پایه‌گذاری نمود.  در ۶۴۴ق/ ۱۲۴۶م والی دمشق شد، گویا تا پایان عمر در این منصب ماند. او را شاعری نازک‌احساس وصف کرده‌اند که غزل و نسیب می‌سرود.